# Sylvie Germain
Sylvie Germain (Châteauroux, 1954) è una scrittrice e saggista francese.

## Biografia
Durante l'infanzia, con i suoi tre fratelli e sorelle, si spostava di città in città, a seconda degli incarichi ricevuti dal padre sottoprefetto.
Nel 1976 ha conseguito il master in filosofia alla Sorbona di Parigi e nel 1978 ha completato un master in filosofia ed estetica presso l'Università di Parigi X-Nanterre, dove ha anche completato un dottorato in filosofia nel 1981. Nel suo percorso universitario ha approfondito in particolar modo la teologia cristiana. 
Mentre è impiegata presso il Ministero della Cultura a Parigi, dal 1981 al 1986, pubblica il suo primo romanzo, Le Livre des Nuits.
Da Parigi si trasferisce a Praga, dove dal 1987 al 1993 insegna filosofia alla Scuola francese, continuando a scrivere. 
Nel 1993 Sylvie Germain torna in Francia, vivendo tra Parigi e La Rochelle. 
Nel 1999 Sylvie Germain pubblica una biografia incentrata sulla vita di Etty Hillesum, una giovane ebrea olandese assassinata ad Auschwitz nel novembre 1943: Germain ne esplora la vita spirituale.
Oltre ai romanzi, ha pubblicato saggi su pittori (Vermeer: Patience et songe de lumière), meditazioni spirituali (Les Echos du Silence) e un libro per bambini (L'Encre du Poulpe). 

## Opere
- Il libro delle notti, traduzione di Riccardo Mainardi, Milano, Rizzoli, 1987  [1984], SBN CFI0112657.
- Immensità, traduzione di Maria Baiocchi, Roma, Donzelli, 1995  [1993], SBN UBO0238518.
- Gli echi del silenzio, traduzione di Mario Bertin, Fossano, Esperienze Editore, 1998  [1996], SBN UBO0317942.
- Tobia delle paludi, traduzione di Fernanda Littardi, Varese, Giano, 2005  [1998], SBN UBO2688775.
- Etty Hillesum. Una coscienza ispirata, traduzione di Maurizio Ferrara, Fossano, Esperienze Editore, 2000  [1999], SBN TO00920205.
- Portare il peso del tempo, traduzione di Maurizio Ferrara, Troina, Città aperta, 2005, SBN RAV1393670.
- La sconosciuta di Praga, traduzione di Olivo Bin, Treviso, Santi Quaranta, 2009  [1991], SBN VIA0184524.
- Magnus, traduzione di Olivo Bin, Treviso, Santi Quaranta, 2010  [2005], SBN CFI0763863.
- Vermeer. Pazienza e sogno di luce, traduzione di Mario Bertin, Roma, Elliot, 2012  [1993], SBN LO11465154.
- ...Un po' morire! Dinamismi spirituali, Brescia, Queriniana, 2019, SBN VIA0384435.
- Tutto ha inizio oggi, traduzione di Laura Majocchi, Magnano, Qiqajon, 2020, SBN TO02070202.

## Riconoscimenti
- 1989: Prix Femina per Jours de Colère
- 1993: Premio Scott Moncrieff per la traduzione inglese de Le Livre des Nuits
- 2005: Premio Goncourt des Lycéens per Magnus
- 2016: Premio mondiale Cino Del Duca